# Clayton Yeutter

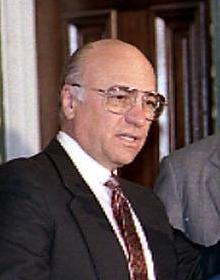
Clayton Yeutter, 1990.

Clayton Keith "Clay" Yeutter, född 10 december 1930 i Eustis, Nebraska, död 4 mars 2017 i Potomac, Maryland, var en amerikansk republikansk politiker.
Han tjänstgjorde som USA:s handelsrepresentant 1985–1989 under president Ronald Reagan. Därefter var han jordbruksminister i George H.W. Bushs kabinett 1989–1991 och ordförande för republikanernas federala partistyrelse Republican National Committee 1991–1992.